# August Kopisch
August Kopisch né le 26 mai 1799 à Breslau et mort le 6 février 1853 à Berlin est un inventeur, peintre, écrivain et poète prussien.

## Biographie

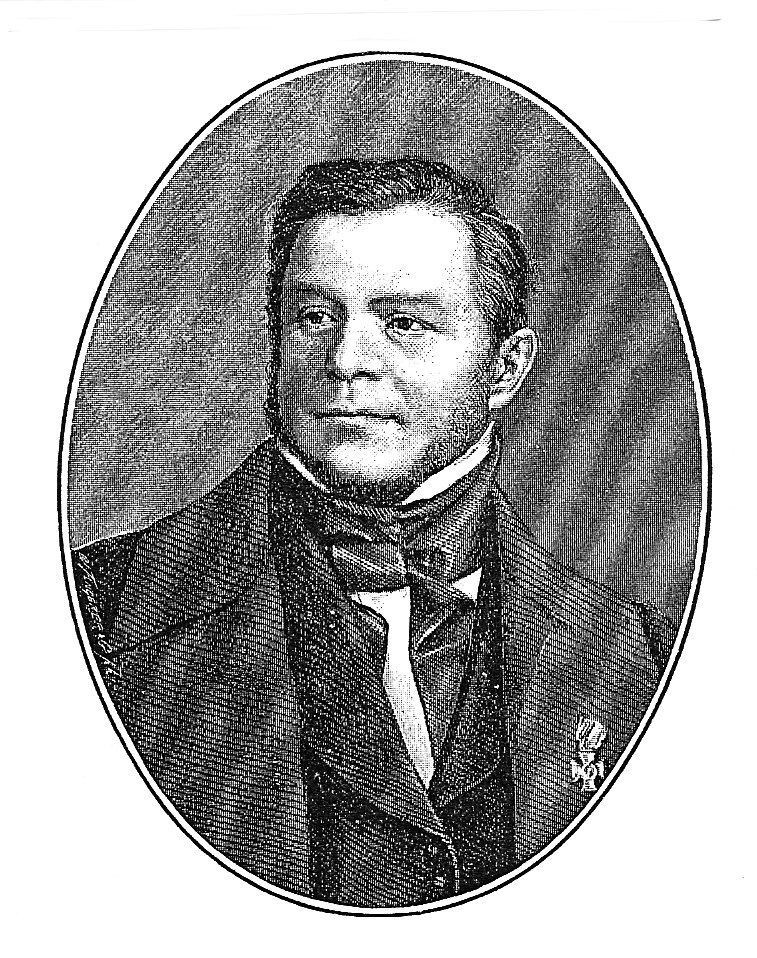
Karl Friedrich Gustav Könnecke, August Kopisch, gravure.

August Kopisch est le fils de Christian Gottlieb Kopisch, riche marchand de Breslau. Il étudie au lycée Sainte-Marie-Madeleine de Breslau jusqu'à la Prima. Depuis qu'il se consacre à la peinture depuis son enfance, il passe les années entre 1815 et 1818 à l'Académies d'art de Dresde et à l'Académie des beaux-arts de Prague. En octobre 1817, il se rend à Vienne, devient étudiant à l'Académie des beaux-arts de cette ville et étudie la peinture d'histoire jusqu'au milieu de 1819. Déjà à l'époque, il hésite entre la peinture et la poésie, et joue aussi de la guitare et du piano. À Vienne, il bénéficie du soutien particulier du professeur Joseph Georg Meinert et du philologue Vuk Stefanović Karadžić.
Au cours de l'hiver 1820-1821, il se casse la main droite dans un accident de patinage. Sa main restant raide, il abandonne la peinture à regret et contre la volonté de sa famille pour se consacrer désormais presque exclusivement à la littérature. Au total, seuls 23 tableaux de Kopisch sont documentés, dont environ la moitié ont été localisés.
Pour soigner sa main — et parce qu'il est tombé amoureux d'une fille qui lui est apparentée —, Kopisch entreprend un long voyage en dans les états italiens au printemps 1824. À Rome, il se lie rapidement d'amitié avec les Romains allemands. En 1826, Kopisch séjourne à Naples. Il y rencontre August von Platen-Hallermünde, qui l'influence également littérairement. De son propre chef, il découvre la grotte bleue de Capri en 1826 avec le peintre de Heidelberg Ernst Fries grâce à sa capacité à nager.

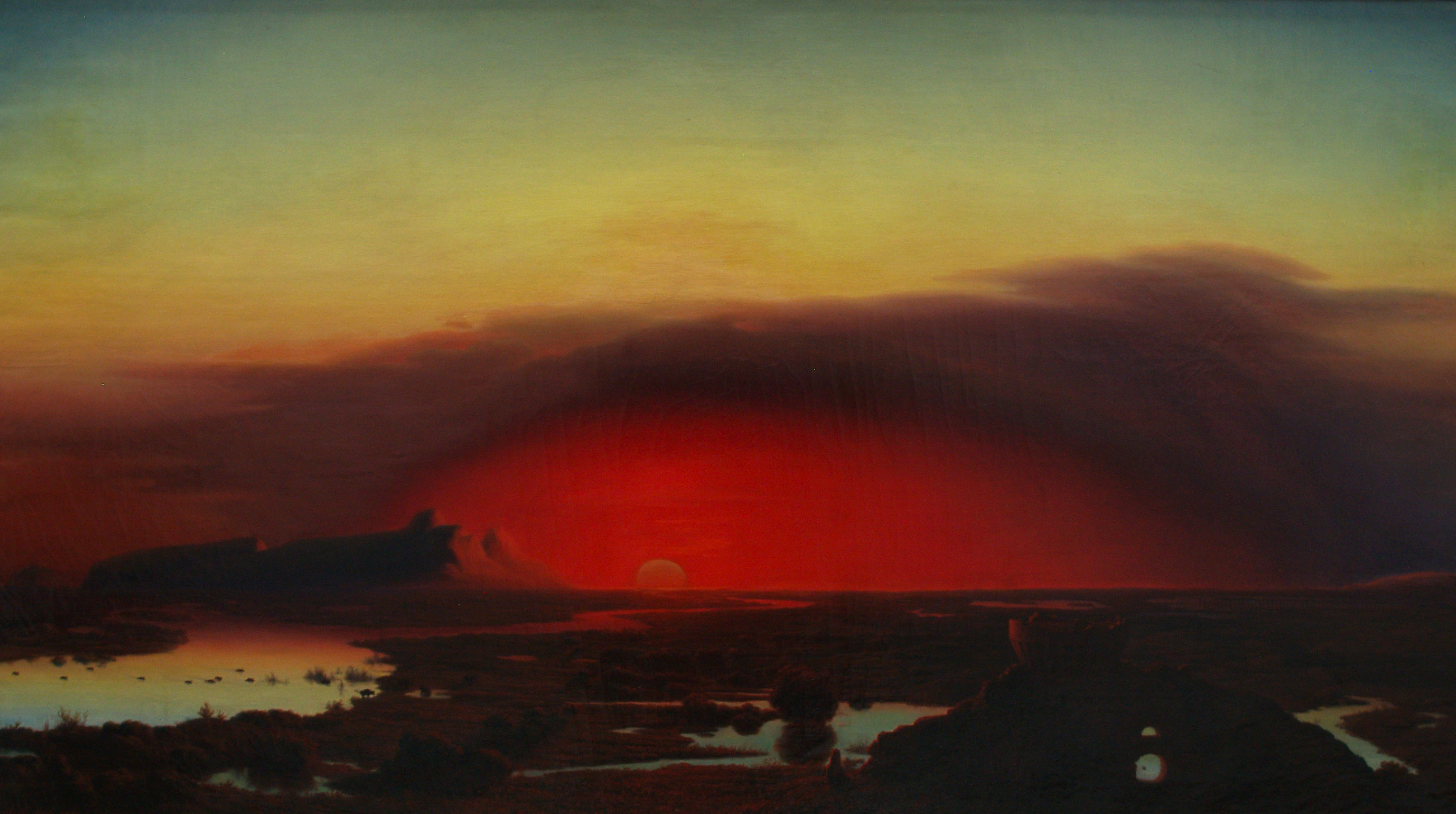
Les Marais pontins au coucher du soleil (1848), huile sur toile, Berlin, Alte Nationalgalerie.

À Naples, Kopisch recommence à peindre et devient rapidement un original connu de la ville, que les habitants appellent seulement Don Augusto Prussiano. Filippo Cammarano en fait même un personnage dans une de ses comédies populaires. Pour ses peintures de paysages, il choisit des couleurs exagérées avec beaucoup d'éclat (bleu bengale, rouge « coucher de soleil »), qu'il développe en partie de manière nouvelle. En 1828, il monte sur le mont Vésuve afin de pouvoir peindre le jeu des couleurs de la lave. Son chef-d'œuvre Les Marais pontins au coucher du soleil (1848, Berlin, Alte Nationalgalerie) est un écho tardif de son voyage dans les états ilaliens.
En 1829, Kopisch retourne à Breslau. En 1831, avec Carl Ferdinand Langhans, il construit un pléorama (de) du golfe de Naples. À partir de 1833, il vit à Berlin, où il trouve un emploi au bureau du maréchal de la cour royale, est nommé au Conseil consultatif royal d'art en 1840 et reçoit en 1844 le titre de professeur du roi Frédéric-Guillaume IV, qu'il a rencontré en 1828 en tant que prince héritier.
À partir de 1847, Kopisch séjourne à Potsdam.
Kopisch traduit également la Divine Comédie de Dante et des chansons folkloriques italiennes en allemand. Son poème sur les Heinzelmännchen de Cologne devient bien connu.
Il invente et fait breveter le « four rapide de Berlin », un four portable fonctionnant à l'alcool pour chauffer de petites pièces, principalement en voyage.
Pendant les années révolutionnaires de 1848-1849, Kopisch reste très fidèle à la famille royale. Le 12 juillet 1852, Kopisch épouse Marie von Sellin à Berlin. Lors d'un voyage à Berlin, August Kopisch est victime d'un accident vasculaire cérébral, auquel il succombe le 6 février 1853. Il est enterré dans une tombe honorifique de la ville de Berlin dans le domaine OM G2 du cimetière de la Trinité (division II) à Berlin-Kreuzberg.
En 1948, le Kopischweg à Hambourg-Niendorf porte son nom.

## Exposition
- 2016 : August Kopisch. Maler, Dichter, Entdecker, Erfinder, Berlin, Alte Nationalgalerie (catalogue).

## Œuvres

### Peinture
- Der Krater des Vesuvs mit der Eruption von 1828, 1828.
- Der Ätna von den Ruinen des Theaters zu Taormina aus, bei Sonnenuntergang, 1834.
- Ein Schiff auf dem Meere von Delphinen umschwärmt.
- Die Pontinischen Sümpfe, 1848.

### Litérature
- Gedichte. Duncker und Humblot, Berlin 1836 (babel.hathitrust.org).
  - darin u. a. Die Heinzelmännchen zu Köln (goethezeitportal.de).
- Agrumi. Volksthümliche Posieen aus allen Mundarten Italiens und seiner Inseln. Crantz, Berlin 1838 (books.google.de).
- Die göttliche Komödie des Dante Alighieri. Metrische Uebersetzung nebst beigedrucktem Originaltexte. Euslin’sche Buchhandlung, Berlin 1842 (books.google.lv).
- Allerlei Geister. Mährchenlieder, Sagen und Schwänke. Duncker, Berlin 1848 (books.google.lv).
- Die königlichen Schlösser und Gärten zu Potsdam. Von der Zeit ihrer Gründung bis zum Jahre 1852. Ernst & Korn, Berlin 1854 (books.google.lv).
- Karl Bötticher (Hrsg.): Gesammelte Werke. Weidmann, Berlin 1856 (5 Bände, disponible sur Internet Archive, disponible sur Internet Archive, disponible sur Internet Archive, disponible sur Internet Archive, disponible sur Internet Archive).

#### Éditions posthumes
- Ein Carnevalsfest auf Ischia. Novelle (Gesammelte Werke. Band 5, S. 1–54 (disponible sur Internet Archive). In: Paul Heyse, Hermann Kurz (de) (Hrsg.): Deutscher Novellenschatz. Band 5. Oldenburg, München [1871], 2. Auflage Globus, Berlin [1910], S. 1–62 (disponible sur Internet Archive)).
  - In: Weitin, Thomas (Hrsg.): Volldigitalisiertes Korpus. Der Deutsche Novellenschatz. Darmstadt/Konstanz, 2016 (Digitalisat und Volltext im Deutschen Textarchiv)
- Der Träumer. In: Deutscher Novellenschatz. Hrsg. von Paul Heyse und Hermann Kurz. Band 14 (Serie 3, Band 2). Oldenburg, München [1871], S. 1–67 (disponible sur Internet Archive).
  - In: Thomas Weitin (Hrsg.): Volldigitalisiertes Korpus. Der Deutsche Novellenschatz. Darmstadt / Konstanz 2016 (Digitalisat und Volltext im Deutschen Textarchiv)
- Entdeckung der Blauen Grotte auf der Insel Capri. (Gesammelte Werke. Band 5, S. 55–110 disponible sur Internet Archive). Herausgegeben und mit einem Nachwort versehen von Hans Schuhmacher, Scientia-Verlag, Zürich 1946.
  - Neuausgabe hrsg. von Dieter Richter, Wagenbach Verlag, Berlin 1997,  (ISBN 3-8031-1163-3).